# إرفينغ خان
إرفينغ خان (بالإنجليزية: Irving Kahn)‏ هو مستثمر واقتصادي أمريكي، ولد في 19 ديسمبر 1905 في نيويورك في الولايات المتحدة، وتوفي بنفس المكان في 24 فبراير 2015.